# 게리 고든
게리 아이번 고든(Gary Ivan Gordon, 1960년 7월 30일 ~ 1993년 10월 3일)은 미국의 군인으로, 1993년 소말리아 모가디슈 전투에 투입되었다가 전사했다.

## 생애
델타포스 소속의 군인으로서 1993년 9월 30일 ~ 10월 2일 동안 미국 합동 특수 작전 사령부는 게리 고든과 그의 친구 랜디 셔그허트 중사도 소말리아 모가디슈 전투에 합류 성공시켰다.
1993년 10월 3일 소말리아 모가디슈 전투에 중 160 특수 작전 항공 연대 소속의 UH-60 블랙호크 2기가 민병대가 발사한 RPG-7에 맞아 추락했고, 이에 그 헬리콥터에 타고 있던 마이클 듀란트 준위를 구하기 위해 소말리아 민병대 소속 제2군의 반군 1000명과 싸우다가 소말리아 민병대에게 총을 맞아 전사했다.
그의 친구 랜디 셔그허트도 마이클 듀란트를 지키기 위해 소말리아 민병대와 싸우다 소말리아 민병대의 소총에 맞아 전사했다.
이후 마이클 듀란트 준위는 소말리아 민병대에게 포로로 하여 감금하다가 소말리아 민병대장에 의해 풀려나여 미국으로 돌려 보냈다.
1993년 10월 5일 미국 육군 10 산악 사단, 75 레인저 연대, 델타 포스 요원들에 의해 게리 고든, 랜디 셔크허트의 시신이 발견되어 모가디슈 공항에서 시신 운구가 되기 전, 영결식을 거행하였다. 이후, 미국 워싱턴 D.C. 공항으로 이송되어 게리 고든의 유족과 랜디 셔그허트 유족들도 참석을 하여 오열을 했다.
시신은 미국 국립 공원 묘지에 안장되었고 미국 정부에 의해 랜디 셔그허트와 공동으로 명예 훈장(Medal of Honor)을 수여받았다.

## 영화화
영화 《블랙 호크 다운》에서는 니콜라이 코스테르발다우가 게리 고든을 연기하였다.

## 같이 보기
- 제160특수작전항공연대